# Podlesie (Ostróda)
Podlesie (deutsch Julienhöh) ist ein Ort in der polnischen Woiwodschaft Ermland-Masuren. Er gehört zur Gmina Ostróda (Landgemeinde Osterode in Ostpreußen) im Powiat Ostródzki (Kreis Osterode in Ostpreußen).

## Geographische Lage
Podlesie liegt im Westen der Woiwodschaft Ermland-Masuren, 14 Kilometer südwestlich der Kreisstadt Ostróda (deutsch Osterode in Ostpreußen). Wenige hundert Meter weiter südlich fließt der Grießlerbach (polnisch Gizela, auch: Gryźlina), der einst die Provinzgrenze zwischen Ostpreußen und Westpreußen bildete, von 1920 bis 1939 die Staatsgrenze zwischen dem Deutschen Reich und Polen.

## Geschichte
Julienhöh bestand in seinem Kern aus einem großen Hof. Bis 1945 war der kleine Ort ein Wohnplatz innerhalb der Gemeinde Röschken (polnisch Reszki) im Kreis Osterode in Ostpreußen. Vor 1945 standen in Julienhöh das Haus des Gutsbesitzers Gerhard Görke sowie Arbeitshäuser, außerdem im Blick auf die nahe Staatsgrenze zwei Zollhäuser.
Mit dem gesamten südlichen Ostpreußen kam Julienhöh 1945 in Kriegsfolge zu Polen. Der Ort erhielt die polnische Namensform „Podlesie“ und ist heute in die Landgemeinde Ostróda (Osterode i. Ostpr.) im Powiat Ostródzki (Kreis Osterode in Ostpreußen) eingegliedert. Podlesie ist heute nur eine Waldlichtung – ohne ein Gebäude und auch Einwohner.

## Kirche
Bis 1945 war Julienhöhe über die Muttergemeinde Röschken in die evangelische Kirche Leip (polnisch Lipowo) in der Kirchenprovinz Ostpreußen der Kirche der Altpreußischen Union, außerdem in die römisch-katholische Kirche Marienfelde (polnisch Glaznoty) eingepfarrt.

## Verkehr
Von der Landesstraße 15 (einstige deutsche Reichsstraße 78) bei Reszki (Röschlen) führt ein Waldweg bis zur Ortsstelle von Podlesie und weiter bis nach Gierłoż (Görlitz, bis vor 1910 Preußisch Görlitz).